# Grammoptera ustulata
Grammoptera ustulata — жук из семейства усачей и подсемейства Усачики.

## Описание
Жук длиной от 5 до 9 мм. Время лёта взрослого жука с апреля по июль.

## Распространение
Распространён в Европе, Турции, Закавказье и на Кавказе.

## Экология и местообитания
Жизненный цикл вида длится год. Кормовые растения: лиственные деревья, поражённые с грибком Vuilleminia comedens.